# Hungarian Grand Prix 2021
Hungarian Grand Prix 2021 byl tenisový turnaj pořádaný jako součást ženského okruhu WTA Tour, který se po osmi letech vrátil na otevřené antukové dvorce Tenisové akademie Római. Probíhal mezi 12. a 18. červencem 2021 v maďarské metropoli Budapešti jako dvacátý čtvrtý ročník turnaje. V sezóně 2020 se nekonal. Událost s rozpočtem 235 238 dolarů patřila do kategorie WTA 250.
Druhý singlový titul na okruhu WTA Tour získala nejvýše nasazená Kazachstánka Julia Putincevová, která si zahrála první semifinále na túře od triumfu na květnovém Nürnberger Versicherungscupu 2019. Čtyřhru ovládl rumunsko-maďarský pár Mihaela Buzărnescuová a Fanny Stollárová, jehož členky vyhrály první společnou trofej.

## Rozdělení bodů a finančních odměn

### Rozdělení bodů
| Soutěž  | vítězky | finalistky | semifinalistky | čtvrtfinalistky | 16 v kole | 32 v kole | Q  | Q2 | Q1 |
| ------- | ------- | ---------- | -------------- | --------------- | --------- | --------- | -- | -- | -- |
| dvouhra | 280     | 180        | 110            | 60              | 30        | 1         | 18 | 12 | 1  |
| čtyřhra | 280     | 180        | 110            | 60              | 1         | —         | —  | —  | —  |

### Finanční odměny
| Soutěž                                | vítězky  | finalistky | semifinalistky | čtvrtfinalistky | 16 v kole | 32 v kole | Q2      | Q1      |
| ------------------------------------- | -------- | ---------- | -------------- | --------------- | --------- | --------- | ------- | ------- |
| dvouhra                               | 29 200 € | 16 398 €   | 10 100 €       | 5 800 €         | 3 675 €   | 2 675 €   | 1 950 € | 1 270 € |
| čtyřhra                               | 10 300 € | 6 000 €    | 3 800 €        | 2 300 €         | 1 750 €   | —         | —       | —       |
| částky ve čtyřhře jsou uváděny na pár |          |            |                |                 |           |           |         |         |

## Ženská dvouhra

### Nasazení
| Stát                           | Hráčka                  | WTA  | Nasazení |
| ------------------------------ | ----------------------- | ---- | -------- |
| Kazachstán                     | Julia Putincevová       | 43.  | 1.       |
| USA                            | Danielle Collinsová     | 48.  | 2.       |
| USA                            | Bernarda Peraová        | 74.  | 3.       |
| Rumunsko                       | Irina-Camelia Beguová   | 79.  | 4.       |
| Rumunsko                       | Ana Bogdanová           | 91.  | 5.       |
| Bělorusko                      | Aljaksandra Sasnovičová | 100. | 6.       |
| Bulharsko                      | Viktorija Tomovová      | 104. | 7.       |
| Itálie                         | Sara Erraniová          | 105. | 8.       |
| Žebříček WTA k 28. červnu 2021 |                         |      |          |

### Jiné formy účasti
Následující hráčky obdržely divokou kartu do hlavní soutěže:
- Dalma Gálfiová
- Réka Luca Janiová
- Panna Udvardyová

Následující hráčky nastoupily pod žebříčkovou ochranou:
- Ivana Jorovićová
- Kateryna Kozlovová
- Anna Karolína Schmiedlová

Následující hráčky si zajistily postup do hlavní soutěže v kvalifikaci:
- Jaqueline Cristianová
- Olga Danilovićová
- Jekatěrine Gorgodzeová
- Julia Grabherová
- Tereza Mrdežová
- Paula Ormaecheaová

Následující hráčka postoupila z kvalifikace jako tzv. šťastná poražená:
- Martina Di Giuseppeová

### Odhlášení
před zahájením turnaje
- Magdalena Fręchová → nahradila ji  Aliona Bolsovová
- Polona Hercogová → nahradila ji  Tamara Korpatschová
- Danka Kovinićová → nahradila ji  Majar Šarífová
- Nadia Podoroská → nahradila ji  Ana Konjuhová
- Anastasija Sevastovová → nahradila ji  Anhelina Kalininová
- Laura Siegemundová → nahradila ji  Barbara Haasová
- Patricia Maria Țigová → nahradila ji  Martina Di Giuseppeová

### Skrečování
- Tímea Babosová (poranění levé kyčle)
- Réka Luca Janiová (poranění pravého zápěstí)

### Nasazení
| Stát                                                                       | Hráčka          | Stát      | Hráčka             | WTA  | Nasazení |
| -------------------------------------------------------------------------- | --------------- | --------- | ------------------ | ---- | -------- |
| Rusko                                                                      | Anna Kalinská   | Rusko     | Jana Sizikovová    | 202. | 1.       |
| Maďarsko                                                                   | Tímea Babosová  | Maďarsko  | Réka Luca Janiová  | 223. | 2.       |
| Kazachstán                                                                 | Anna Danilinová | Bělorusko | Lidzija Marozavová | 242. | 3.       |
| Egypt                                                                      | Majar Šarífová  | Česko     | Renata Voráčová    | 260. | 4.       |
| Žebříček WTA k 28. červnu 2021; číslo je součtem umístění obou členek páru |                 |           |                    |      |          |

### Jiné formy účasti
Následující páry získaly do soutěže divokou kartu:
- Dorka Drahota-Szabóová /  Luca Udvardyová
- Natália Szabaninová /  Amarissa Kiara Tóthová

### Odhlášení
před zahájením turnaje
- Naomi Broadyová /  Jamie Loebová → nahradily je  Jamie Loebová /  Panna Udvardyová
- Věra Lapková /  Tereza Mihalíková → nahradily je  Jekatěrine Gorgodzeová /  Tereza Mihalíková

v průběhu turnaje
- Tímea Babosová /  Réka Luca Janiová
- Irina Baraová /  Sara Erraniová
- Olga Danilovićová /  Ivana Jorovićová

## Přehled finále

### Ženská dvouhra
- Julia Putincevová vs.  Anhelina Kalininová, 6–4, 6–0

### Ženská čtyřhra
- Mihaela Buzărnescuová /  Fanny Stollárová vs.  Aliona Bolsovová /  Tamara Korpatschová, 6–4, 6–4